# ماهر الشریف
ماهر الشریف (عربی: ماهر الشریف) (زاده: ۱۹۵۰) یک مورخ مارکسیست فلسطینی است که متخصص در تاریخ روشنفکری عرب مدرن و تاریخ جنبش‌های سیاسی عرب است. از یک پدر فلسطینی و مادر سوری در دمشق زاده شد.
او به عنوان سخنران و محقق در تاریخ قرون وسطی، مدرن و تاریخ عربی در مؤسسه خاور نزدیک در شرق سوریه مشغول به کار بود.
وی یک پناهنده فلسطینی در سوریه، عضو کمیته مرکزی حزب مردم فلسطین بوده‌است.

## آثار
- رنسانس در اندیشه اعراب
- برخی از جنبه‌های مارکسیسم: بازبینی انتقادی
- کمونیسم و مسئله ملی عرب در فلسطین، ۱۹۱۹–۱۹۴۸
- فلسطین در آرشیو مخفی کمینترن
- منطقه المدن در دوران عثمانی
- تکامل مفهوم جهاد در اندیشه اسلامی
- تاریخ اجتماعی و اقتصادی فلسطین
- کمونیسم و مسئله ملی در فلسطین[۴][۵]